# SV Darmstadt 98/Saison 2013/14
Die Saison 2013/14 des SV Darmstadt 98 war die 116. Saison in der Vereinsgeschichte. Am Ende der Drittligasaison 2013/14 stiegen die Lilien in der Relegation nach 21-jähriger Abstinenz wieder in die 2. Fußball-Bundesliga auf.
Unter Trainer Dirk Schuster spielte die Mannschaft eine sehr gute Saison und konnte im ersten DFB-Pokalspiel seit über fünf Jahren den Bundesligisten Borussia Mönchengladbach ausschalten, um erst in der zweiten Runde gegen den FC Schalke 04 auszuscheiden.
Im Ligabetrieb wurde Stürmer Dominik Stroh-Engel mit 27 Toren zum Rekordtorjäger der 3. Liga, Darmstadt hielt sich mit guten Leistungen von der Winterpause bis zum letzten Spieltag auf dem dritten Tabellenplatz und nahm an der Aufstiegsrelegation gegen den Drittletzten der 2. Fußball-Bundesliga 2013/14, Arminia Bielefeld, teil. Dort konnte die Mannschaft einen 1:3-Hinspielrückstand mit einem 4:2-Auswärtssieg drehen, wodurch die Lilien in die 2. Bundesliga 2014/15 aufstiegen.

## Verlauf der Saison
Nach dem Klassenerhalt in der Drittligasaison 2012/13 am grünen Tisch durch den Zwangsabstieg von Kickers Offenbach verkleinerte Trainer Dirk Schuster den Kader. 14 Abgängen standen zehn Neuzugänge gegenüber, wovon sich Aaron Berzel und Sandro Sirigu in der Abwehr, Jérôme Gondorf und Julius Biada im zentralen Mittelfeld, Marco Sailer, Marcel Heller und Milan Ivana als offensive Mittelfeldspieler auf den Außenbahnen sowie Dominik Stroh-Engel im Sturm durchsetzen und Stammplätze ergattern konnten. Jan Zimmermann blieb der Stammtorwart der Mannschaft, reichte die Kapitänsbinde aber nun dauerhaft an Innenverteidiger Aytaç Sulu weiter, den Schuster in der vorherigen Winterpause geholt hatte.
Erstmals seit fünf Jahren konnte sich der SV Darmstadt 98 für den DFB-Pokal 2013/14 qualifizieren und empfing am 4. August 2013 den Bundesligist Borussia Mönchengladbach im Stadion am Böllenfalltor. Nach torlosen 90 Minuten und auch nach Verlängerung torlosen 120 Minuten konnte Darmstadt das Spiel im Elfmeterschießen für sich entscheiden, musste sich dann aber im Spiel der 2. Runde am 25. September 2013 gegen den FC Schalke 04, das live im Ersten zur Hauptsendezeit übertragen wurde, mit 1:3 geschlagen geben. Auch trat Darmstadt wieder im Hessenpokal 2013/14 an, dessen Sieger am DFB-Pokal 2014/15 teilnehmen würde und erreichte gegen Verbands- und Hessenligisten mit drei 3:0-Auswärtssiegen problemlos das Hessenpokalfinale.
Der Ligabetrieb begann mit gemischten Ergebnissen, ehe man im September 2013 mit einigen Siegen, darunter einem 4:0 gegen den MSV Duisburg und einem 6:0 gegen Hansa Rostock Selbstvertrauen gewann und in der Tabelle nach oben kletterte. Nach dem 12. Spieltag erreichte man den 2. Tabellenplatz, woraufhin vier der folgenden fünf Spiele verloren wurden. Doch alle drei Ligaspiele im Dezember 2013 vor der Winterpause konnten die Lilien gewinnen und landeten damit auf dem dritten Tabellenplatz, welchen sie bis zum Saisonende nicht mehr verlassen würden. Einer der Gründe für den Erfolg waren mitunter die 27 Tore von Stürmer Dominik Stroh-Engel, neben dem die trotz Einsätzen torlosen Stürmer Rudi Hübner und Dennis Schmidt blass blieben und die Mannschaft zur Winterpause verließen. Für sie kam zur Rückrunde Markus Ziereis ins Team, welchem jedoch in 6 Spielen auch kein Tor gelang, stattdessen wurde Dominik Stroh-Engel mit seinen 27 Treffern der neue Rekordtorschütze der 3. Liga. Der Erfolg und die bestehende Chance auf einen Zweitligaaufstieg lockte zunehmend mehr Zuschauer ins Stadion.
Der SV Darmstadt 98 blieb von der Winterpause bis zum letzten Spieltag auf dem dritten Tabellenplatz und spielte in der Aufstiegsrelegation gegen den Drittletzten der 2. Fußball-Bundesliga 2013/14, Arminia Bielefeld. Nachdem der SV Darmstadt 98 das Hinspiel im Stadion am Böllenfalltor mit 1:3 verloren hatte, konnten die Lilien das Ergebnis im Rückspiel in der SchücoArena nach 90 Minuten mit einer 1:3-Führung egalisieren, womit es in die Verlängerung ging. Nach einer erneuten Bielefelder Führung zum 2:3 schaffte Darmstadt in der zweiten Minute der Nachspielzeit der Verlängerung ebenfalls ein Tor durch Elton da Costa, womit es 2:4 stand und dies aufgrund der Auswärtstorregel den Zweitligaaufstieg für den SV 98 bedeutete. Tatsächlich ergab sich sogar nach dem Siegtor noch eine letzte Großchance für Arminia Bielefeld, womit sie die Relegation noch einmal zu ihren Gunsten hätten drehen können, doch diese Chance landete am Torpfosten. Nach dem Schlusspfiff feierte der SV Darmstadt 98 nach 21 Jahren die Rückkehr in die 2. Fußball-Bundesliga.
Das Hessenpokalfinale 2013/14 wurde aufgrund des wichtigen Ligasaisonfinales zeitlich auf die Vorbereitung der Folgesaison verschoben. Darmstadt hatte sich durch den Zweitligaaufstieg bereits für den DFB-Pokal qualifiziert, womit Finalgegner Kickers Offenbach durch den Hessenpokal qualifiziert war, weswegen dieser Wettbewerb keine weiteren Auswirkungen mehr hatte. Offenbach bekam für das eigentlich auf neutralen Boden stattfindende Finale ein Heimspiel am Sparda-Bank-Hessen-Stadion zugesprochen und besiegte mit 4:2 nach Elfmeterschießen den SV Darmstadt 98 in seinem letzten Hessenpokalspiel.

## Personalien

### Sportliche Leitung und Vereinsführung
| Name                      | Funktion                                                   |                           |
| Trainer- und Betreuerstab | Trainer- und Betreuerstab                                  | Trainer- und Betreuerstab |
| ------------------------- | ---------------------------------------------------------- | ------------------------- |
| Dirk Schuster             | Cheftrainer                                                |                           |
| Sascha Franz              | Co-Trainer                                                 |                           |
| Dimo Wache                | Torwarttrainer                                             |                           |
| Dr. med. Michael Weingart | Mannschaftsarzt                                            |                           |
| Dirk Schmitt              | Physiotherapeut                                            |                           |
| Helmut Koch               | Betreuer                                                   |                           |
| Utz Pfeiffer              | Betreuer                                                   |                           |
| Präsidium                 |                                                            |                           |
| Rüdiger Fritsch           | Präsident                                                  |                           |
| Markus Pfitzner           | Vize-Präsident                                             |                           |
| Volker Harr               | Vize-Präsident                                             |                           |
| Tom Eilers                | Lizenzspielerbereich                                       |                           |
| Anne Baumann              | Finanzen                                                   |                           |
| Wolfgang Arnold           | Amateurabteilungen, Infrastruktur, Logistik und Sicherheit |                           |
| Uwe Kuhl                  | Sportliche Entwicklung und Nachwuchsleistungszentrum       |                           |

### Kader
| Kader Saison 2013/14 | Kader Saison 2013/14 | Kader Saison 2013/14 | Kader Saison 2013/14 | Kader Saison 2013/14     | Kader Saison 2013/14 | Kader Saison 2013/14 |
| Nr.                  | Spieler              | Nat.                 | Geburtsdatum         | vorheriger Verein        | Ligaspiele           | Ligatore             |
| Torhüter             | Torhüter             | Torhüter             | Torhüter             | Torhüter                 | Torhüter             | Torhüter             |
| -------------------- | -------------------- | -------------------- | -------------------- | ------------------------ | -------------------- | -------------------- |
| 01                   | Jan Zimmermann       | Deutschland          | 19.04.1985           | Eintracht Frankfurt      | 38                   | 0                    |
| 28                   | David Salfeld        | Deutschland          | 02.11.1990           | Rot-Weiss Frankfurt      | 0                    | 0                    |
| 30                   | Steven Braunsdorf    | Deutschland          | 24.01.1992           | 1. FC Lokomotive Leipzig | 0                    | 0                    |
| Abwehr               |                      |                      |                      |                          |                      |                      |
| 02                   | Julian Ratei         | Deutschland          | 12.07.1988           | TSV 1860 München         | 3                    | 0                    |
| 03                   | Michael Stegmayer    | Deutschland          | 12.01.1985           | SpVgg Unterhaching       | 37                   | 1                    |
| 04                   | Aytaç Sulu           | Turkei               | 11.12.1985           | SCR Altach               | 35                   | 2                    |
| 05                   | Benjamin Gorka       | Deutschland          | 15.04.1984           | VfR Aalen                | 36                   | 1                    |
| 15                   | Benjamin Maas        | Deutschland          | 23.01.1989           | SpVgg Greuther Fürth     | 28                   | 0                    |
| 21                   | Sandro Sirigu        | Italien              | 07.10.1988           | 1. FC Heidenheim         | 30                   | 2                    |
| 22                   | Aaron Berzel         | Deutschland          | 29.05.1992           | SV Babelsberg 03         | 27                   | 1                    |
| 25                   | Nikola Mladenovic    | Serbien              | 16.06.1992           | 1. FSV Mainz 05          | 1                    | 0                    |
| 26                   | Serkan Firat         | Turkei               | 02.05.1994           | TG Ober-Roden            | 1                    | 0                    |
| Mittelfeld           |                      |                      |                      |                          |                      |                      |
| 06                   | Julius Biada         | Deutschland          | 03.11.1992           | FC Schalke 04            | 16                   | 1                    |
| 08                   | Jérôme Gondorf       | Deutschland          | 26.06.1988           | Stuttgarter Kickers      | 35                   | 2                    |
| 10                   | Elton da Costa       | Brasilien            | 15.12.1979           | Kickers Offenbach        | 28                   | 3                    |
| 14                   | Uwe Hesse            | Deutschland          | 16.12.1987           | SG Dornheim              | 4                    | 0                    |
| 17                   | Hanno Behrens        | Deutschland          | 26.03.1990           | Hamburger SV             | 36                   | 4                    |
| 19                   | Josip Landeka        | Kroatien             | 28.04.1987           | Chemnitzer FC            | 10                   | 0                    |
| 20                   | Marcel Heller        | Deutschland          | 12.02.1986           | Alemannia Aachen         | 37                   | 2                    |
| 23                   | Benjamin Baier       | Deutschland          | 23.07.1988           | RB Leipzig               | 11                   | 1                    |
| 27                   | Milan Ivana          | Slowakei             | 26.11.1983           | SV Wehen Wiesbaden       | 34                   | 4                    |
| Angriff              |                      |                      |                      |                          |                      |                      |
| 07                   | Marco Sailer         | Deutschland          | 16.11.1985           | 1. FC Heidenheim         | 31                   | 2                    |
| 09                   | Dominik Stroh-Engel  | Deutschland          | 27.11.1985           | SV Wehen Wiesbaden       | 34                   | 27                   |
| 11                   | Markus Ziereis       | Deutschland          | 26.08.1992           | FSV Frankfurt            | 6                    | 0                    |
| 13                   | Rudi Hübner          | Deutschland          | 15.06.1986           | Wormatia Worms           | 1                    | 0                    |
| 18                   | Dennis Schmidt       | Deutschland          | 18.04.1988           | Sportfreunde Lotte       | 7                    | 0                    |

### Transfers

#### Transfers Winter 2013/14
| Steven Braunsdorf | 1. FC Lokomotive Leipzig |
| Josip Landeka     | Chemnitzer FC            |
| Markus Ziereis    | FSV Frankfurt a.         |

| Rudi Hübner       | FSV Fernwald        |
| Nikola Mladenovic | SV Waldhof Mannheim |
| Dennis Schmidt    | Wuppertaler SV      |

#### Transfers Sommer 2013
| Aaron Berzel        | SV Babelsberg 03    |
| Julius Biada        | FC Schalke 04 II    |
| Serkan Firat        | SV Darmstadt 98 U19 |
| Jérôme Gondorf      | Stuttgarter Kickers |
| Marcel Heller       | Alemannia Aachen    |
| Milan Ivana         | SV Wehen Wiesbaden  |
| Marco Sailer        | 1. FC Heidenheim    |
| Dennis Schmidt      | Sportfreunde Lotte  |
| Sandro Sirigu       | 1. FC Heidenheim    |
| Dominik Stroh-Engel | SV Wehen Wiesbaden  |

| Christian Beisel    | FC 08 Homburg            |
| Burak Bilgin        | SC Viktoria Griesheim    |
| Freddy Borg         | AZAL PFK Baku            |
| Andreas Gaebler     | FC 08 Homburg            |
| Stefan Hickl        | Viktoria Köln            |
| Cem İslamoğlu       | SV Waldhof Mannheim      |
| Musa Karli          | VfB Oldenburg            |
| Danny Latza         | VfL Bochum               |
| Felix Martini       | Rot-Weiß Darmstadt       |
| Marc Schnier        | SV Meppen                |
| Marcus Steegmann    | Viktoria Köln            |
| Kacper Tatara       | Dolcan Ząbki             |
| Sebastian Zielinsky | 1. FC Lokomotive Leipzig |
| Preston Zimmerman   | TSV Schott Mainz         |

## Spiele

### 3. Liga
Die Tabelle listet alle Spiele des Vereins in der 3. Fußball-Liga 2013/14 auf. Siege sind grün, Unentschieden sind gelb und Niederlagen sind rot hinterlegt. Nach dem 37. Spieltag stand fest, dass der SV Darmstadt 98 an der Aufstiegsrelegation zur 2. Bundesliga 2015/16 teilnehmen würde, das letzte Heimspiel am 38. Spieltag gegen Holstein Kiel hatte also auf den feststehenden, dritten Tabellenplatz keinen Einfluss mehr.
| ST | Datum              | Gegner               | Platz    | Ort                                         | Zuschauer | Ergebnis  | Tore |
| -- | ------------------ | -------------------- | -------- | ------------------------------------------- | --------- | --------- | --- |
| 1  | 20. Juli 2013      | SV Elversberg        | Heim     | Stadion am Böllenfalltor, Darmstadt         | 5.200     | 0:0 (0:0) | — |
| 2  | 26. Juli 2013      | VfB Stuttgart II     | Auswärts | Gazi-Stadion auf der Waldau, Stuttgart      | 910       | 1:1 (1:0) | 1:0 Riemann (25.), 1:1 Stroh-Engel (51.) |
| 3  | 10. August 2013    | VfL Osnabrück        | Heim     | Stadion am Böllenfalltor, Darmstadt         | 5.500     | 0:2 (0:0) | 0:1 Dercho (53.), 0:2 Hohnstedt (90.) |
| 4  | 17. August 2013    | SpVgg Unterhaching   | Auswärts | Alpenbauer Sportpark, Unterhaching          | 3.400     | 2:4 (0:2) | 0:1 Ivana (40.), 0:2 Stroh-Engel (45.), 1:2 Duhnke (56.), 2:2 Voglsammer (60.), 2:3 Stroh-Engel (82.), 2:4 Stroh-Engel (90., Elfmeter)               |
| 5  | 24. August 2013    | 1. FC Heidenheim     | Heim     | Stadion am Böllenfalltor, Darmstadt         | 5.100     | 1:0 (0:0) | 1:0 Ivana (47.) |
| 6  | 31. August 2013    | SSV Jahn Regensburg  | Auswärts | Jahnstadion, Regensburg                     | 3.250     | 2:0 (1:0) | 1:0 Aosman (35.), 2:0 Aosman (77.) |
| 7  | 3. September 2013  | Chemnitzer FC        | Heim     | Stadion am Böllenfalltor, Darmstadt         | 4.800     | 1:1 (0:1) | 0:1 Garbuschewski (33.), 1:1 Stroh-Engel (52., Elfmeter)                                                                                             |
| 9  | 14. September 2013 | MSV Duisburg         | Auswärts | Schauinsland-Reisen-Arena, Duisburg         | 12.744    | 0:4 (0:3) | 0:1 Sailer (11.), 0:2 Stroh-Engel (17.), 0:3 Sulu (34.), 0:4 Heller (78.)                                                                            |
| 10 | 21. September 2013 | Hansa Rostock        | Heim     | Stadion am Böllenfalltor, Darmstadt         | 7.400     | 6:0 (2:0) | 1:0 Gondorf (24.), 2:0 Behrens (27.), 3:0 Stroh-Engel (47.), 4:0 Stroh-Engel (54., Elfmeter), 5:0 Stroh-Engel (56., Elfmeter), 6:0 Stroh-Engel (72.) |
| 11 | 28. September 2013 | 1. FC Saarbrücken    | Auswärts | Ludwigsparkstadion, Saarbrücken             | 4.204     | 0:1 (0:1) | 0:1 Da Costa (12.) |
| 8  | 2. Oktober 2013    | Borussia Dortmund II | Auswärts | Stadion Rote Erde, Dortmund                 | 1.812     | 1:1 (1:1) | 1:0 Bandowski (11.), 1:1 Bandowski (21., Eigentor)                                                                                                   |
| 12 | 5. Oktober 2013    | Stuttgarter Kickers  | Heim     | Stadion am Böllenfalltor, Darmstadt         | 5.400     | 1:0 (1:0) | 1:0 Stroh-Engel (36.) |
| 13 | 19. Oktober 2013   | Hallescher FC        | Auswärts | Erdgas Sportpark, Halle (Saale)             | 7.012     | 1:0 (1:0) | 1:0 Gogia (45.) |
| 14 | 26. Oktober 2013   | Preußen Münster      | Heim     | Stadion am Böllenfalltor, Darmstadt         | 6.100     | 4:0 (1:0) | 1:0 Stroh-Engel (20.), 2:0 Stroh-Engel (53., Elfmeter), 3:0 Stroh-Engel (83., Elfmeter), 4:0 Kirsch (90., Eigentor)                                  |
| 15 | 2. November 2013   | Wacker Burghausen    | Auswärts | Wacker-Arena, Burghausen                    | 2.030     | 2:1 (1:1) | 0:1 Biada (6.), 1:1 Burkhardt (44.), 2:1 Knochner (84.)                                                                                              |
| 16 | 9. November 2013   | RB Leipzig           | Heim     | Stadion am Böllenfalltor, Darmstadt         | 7.200     | 0:1 (0:0) | 0:1 Kaiser (68.) |
| 17 | 22. November 2013  | FC Rot-Weiß Erfurt   | Auswärts | Steigerwaldstadion, Erfurt                  | 6.347     | 3:0 (0:0) | 1:0 Engelhardt (83.), 2:0 Wiegel (86.), 3:0 Pfingsten-Reddig (90., Elfmeter)                                                                         |
| 18 | 30. November 2013  | SV Wehen Wiesbaden   | Heim     | Stadion am Böllenfalltor, Darmstadt         | 4.800     | 2:2 (1:0) | 1:0 Heller (10.), 1:1 Vunguidica (53.), 2:1 Baier (59.), 2:2 Röser (80.)                                                                             |
| 19 | 7. Dezember 2013   | Holstein Kiel        | Auswärts | Holstein-Stadion, Kiel                      | 3.746     | 0:2 (0:1) | 0:1 Ivana (20.), 0:2 Gorka (59.) |
| 20 | 14. Dezember 2013  | VfB Stuttgart II     | Heim     | Stadion am Böllenfalltor, Darmstadt         | 4.200     | 1:0 (1:0) | 1:0 Stroh-Engel (21.) |
| 21 | 20. Dezember 2013  | SV Elversberg        | Auswärts | Waldstadion Kaiserlinde, Spiesen-Elversberg | 1.438     | 0:3 (0:1) | 0:1 Sirigu (17.), 0:2 Wenzel (50., Eigentor), 0:3 Behrens (71.)                                                                                      |
| 22 | 25. Januar 2014    | VfL Osnabrück        | Auswärts | Osnatel-Arena, Osnabrück                    | 7.287     | 1:1 (1:1) | 1:0 Ornatelli (2.), 1:1 Neumann (9., Eigentor) |
| 23 | 1. Februar 2014    | SpVgg Unterhaching   | Heim     | Stadion am Böllenfalltor, Darmstadt         | 5.300     | 3:1 (2:1) | 1:0 Stroh-Engel (15.), 2:0 Schwarz (32., Eigentor), 2:1 Moll (43.), 3:1 Stroh-Engel (50.)                                                            |
| 24 | 8. Februar 2014    | 1. FC Heidenheim     | Auswärts | Voith-Arena, Heidenheim an der Brenz        | 9.100     | 1:1 (1:0) | 1:0 Morabit (14.), 1:1 Sulu (76.) |
| 25 | 15. Februar 2014   | SSV Jahn Regensburg  | Heim     | Stadion am Böllenfalltor, Darmstadt         | 5.600     | 2:1 (1:0) | 1:0 Sailer (17.), 2:0 Stroh-Engel (61.), 2:1 Dressler (90.)                                                                                          |
| 26 | 22. Februar 2014   | Chemnitzer FC        | Auswärts | Stadion an der Gellertstraße, Chemnitz      | 4.215     | 1:1 (1:0) | 1:0 Fink (30.), 1:1 Stroh-Engel (65.) |
| 27 | 1. März 2014       | Borussia Dortmund II | Heim     | Stadion am Böllenfalltor, Darmstadt         | 7.100     | 3:0 (2:0) | 1:0 Stroh-Engel (3.), 2:0 Berzel (14.), 3:0 Stroh-Engel (74.)                                                                                        |
| 28 | 8. März 2014       | MSV Duisburg         | Heim     | Stadion am Böllenfalltor, Darmstadt         | 10.200    | 1:0 (0:0) | 1:0 Stroh-Engel (85., Elfmeter) |
| 29 | 15. März 2014      | Hansa Rostock        | Auswärts | DKB-Arena, Rostock                          | 9.800     | 0:1 (0:1) | 0:1 Stroh-Engel (19.) |
| 30 | 22. März 2014      | 1. FC Saarbrücken    | Heim     | Stadion am Böllenfalltor, Darmstadt         | 7.500     | 1:0 (1:0) | 1:0 Stroh-Engel (15.) |
| 31 | 25. März 2014      | Stuttgarter Kickers  | Auswärts | Gazi-Stadion auf der Waldau, Stuttgart      | 4.300     | 0:0 (0:0) | — |
| 32 | 29. März 2014      | Hallescher FC        | Heim     | Stadion am Böllenfalltor, Darmstadt         | 8.300     | 4:1 (3:0) | 1:0 Gondorf (9.), 2:0 Stroh-Engel (40.), 3:0 Behrens (44.), 4:0 Stroh-Engel (67.), 4:1 Furuholm (78.)                                                |
| 33 | 5. April 2014      | Preußen Münster      | Auswärts | Preußenstadion, Münster                     | 8.879     | 0:2 (0:0) | 0:1 Stegmayer (55.), 0:2 Sirigu (83.) |
| 34 | 12. April 2014     | Wacker Burghausen    | Heim     | Stadion am Böllenfalltor, Darmstadt         | 10.200    | 1:0 (0:0) | 1:0 Ivana (58.) |
| 35 | 19. April 2014     | RB Leipzig           | Auswärts | Red Bull Arena, Leipzig                     | 39.147    | 1:0 (1:0) | 1:0 Jung (15.) |
| 36 | 25. April 2014     | FC Rot-Weiß Erfurt   | Heim     | Stadion am Böllenfalltor, Darmstadt         | 12.100    | 2:1 (1:1) | 0:1 Kammlott (5.), 1:1 Da Costa (30.), 2:1 Stroh-Engel (84.)                                                                                         |
| 37 | 3. Mai 2014        | SV Wehen Wiesbaden   | Auswärts | Brita-Arena, Wiesbaden                      | 8.562     | 0:1 (0:0) | 0:1 Da Costa (65.) |
| 38 | 10. Mai 2014       | Holstein Kiel        | Heim     | Stadion am Böllenfalltor, Darmstadt         | 12.500    | 1:3 (1:2) | 0:1 Hartmann (15.), 1:1 Behrens (19.), 1:2 Siedschlag (20.), 1:3 Heider (85.)                                                                        |

### Aufstiegsrelegation zur 2. Bundesliga
Die Tabelle listet Hin- und Rückspiel des Vereins in der Relegation zwischen dem Drittletzten der 2. Fußball-Bundesliga 2013/14, Arminia Bielefeld, und dem Drittplatzierten der 3. Fußball-Liga 2013/14, dem SV Darmstadt 98, auf.
Nachdem der SV Darmstadt 98 das Hinspiel im Stadion am Böllenfalltor mit 1:3 verloren hatte, konnten die Lilien das Ergebnis im Rückspiel in der SchücoArena nach 90 Minuten mit einer 1:3-Führung egalisieren, womit es in die Verlängerung ging. Nach einer erneuten Bielefelder Führung zum 2:3 schaffte Darmstadt in der zweiten Minute der Nachspielzeit der Verlängerung ebenfalls ein Tor durch Elton da Costa, womit es 2:4 stand und dies aufgrund der Auswärtstorregel den Zweitligaaufstieg für den SV 98 bedeutete. Tatsächlich ergab sich sogar nach dem Siegtor noch eine letzte Großchance für Arminia Bielefeld, womit sie die Relegation noch einmal zu ihren Gunsten hätten drehen können, doch diese Chance landete am Torpfosten. Nach dem Schlusspfiff feierte der SV Darmstadt 98 nach 21 Jahren die Rückkehr in die 2. Fußball-Bundesliga.
| Runde     | Datum        | Gegner            | Platz    | Ort                                 | Zuschauer | Ergebnis                  | Tore |
| --------- | ------------ | ----------------- | -------- | ----------------------------------- | --------- | ------------------------- | --- |
| Hinspiel  | 16. Mai 2014 | Arminia Bielefeld | Heim     | Stadion am Böllenfalltor, Darmstadt | 16.300    | 1:3 (0:2)                 | 0:1 Müller (22.), 0:2 Sahar (33.), 1:2 Ivana (65.), 1:3 Hille (85.)                                                            |
| Rückspiel | 19. Mai 2014 | Arminia Bielefeld | Auswärts | SchücoArena, Bielefeld              | 26.200    | 2:4 n. V. (1:3, 1:3, 0:1) | 0:1 Stroh-Engel (23.), 0:2 Behrens (51.), 1:2 Burmeister (53.), 1:3 Gondorf (79.), 2:3 Przybyłko (110.), 2:4 Da Costa (120.+2) |

### DFB-Pokal
Durch den Gewinn des Hessenpokals 2012/13 qualifizierte sich der Verein für den DFB-Pokal 2013/14, in dem sich Darmstadt als Drittligist gegen den Erstligisten Borussia Mönchengladbach im Elfmeterschießen durchsetzen konnte, musste sich dann aber im Spiel der 2. Runde gegen den FC Schalke 04, das live im Ersten zur Hauptsendezeit übertragen wurde, mit 1:3 geschlagen geben.
| Runde    | Datum              | Gegner                   | Liga des Gegners | Platz | Ort                                 | Zuschauer | Ergebnis            | Tore |
| -------- | ------------------ | ------------------------ | ---------------- | ----- | ----------------------------------- | --------- | ------------------- | --- |
| 1. Runde | 4. August 2013     | Borussia Mönchengladbach | 1. Bundesliga    | Heim  | Stadion am Böllenfalltor, Darmstadt | 16.500    | 5:4 (0:0, 0:0, 0:0) | Elfmeterschießen: 1:0 Sulu, 1:1 Daems, 2:1 Sailer, 3:1 Da Costa, 3:2 Xhaka, 4:2 Stegmayer, 4:3 Kruse, 4:4 Stranzl, 5:4 Ivana |
| 2. Runde | 25. September 2013 | FC Schalke 04            | 1. Bundesliga    | Heim  | Stadion am Böllenfalltor, Darmstadt | 17.000    | 1:3 (1:1)           | 0:1 Farfán (35., Elfmeter), 1:1 Behrens (36.), 1:2 Höwedes (58.), 1:3 Meyer (86.)                                            |

### Hessenpokal
Die Spiele im Hessenpokal 2013/14 des SV Darmstadt 98 sind nachfolgend aufgeführt. Als Drittligist war der Verein automatisch für diesen Wettbewerb qualifiziert. Im Finale unterlag man dem Regionalligisten Kickers Offenbach mit 2:4 nach Elfmeterschießen, jedoch qualifizierte sich Darmstadt durch den Aufstieg in die 2. Fußball-Bundesliga 2014/15 dennoch auch für den DFB-Pokal 2014/15.
| Runde         | Datum             | Gegner            | Liga des Gegners                | Platz    | Ort                                           | Zuschauer | Ergebnis                  | Tore |
| ------------- | ----------------- | ----------------- | ------------------------------- | -------- | --------------------------------------------- | --------- | ------------------------- | --- |
| Achtelfinale  | 7. September 2013 | TSV Steinbach     | Verbandsliga Hessen Mitte (VI.) | Auswärts | SIBRE-Sportzentrum Haarwasen, Haiger          | 2.000     | 0:3 (0:2)                 | 0:1 Sulu (41.), 0:2 Da Costa (45., Elfmeter), 0:3 Stroh-Engel (60.)                                                       |
| Viertelfinale | 14. November 2013 | 1. FC Eschborn    | Hessenliga (V.)                 | Auswärts | Heinrich-Graf-Sportanlage, Eschborn           | 650       | 0:3 (0:2)                 | 0:1 Ivana (11.), 0:2 Stroh-Engel (40., Elfmeter), 0:3 Ivana (81.)                                                         |
| Halbfinale    | 8. April 2014     | FC Bayern Alzenau | Hessenliga (V.)                 | Auswärts | Städtisches Stadion am Prischoß, Alzenau      | 500       | 0:3 (0:1)                 | 0:1 Da Costa (27.), 0:2 Ziereis (74.), 0:3 Sirigu (78.)                                                                   |
| Finale        | 19. Juli 2014     | Kickers Offenbach | Regionalliga Südwest (IV.)      | Auswärts | Sparda-Bank-Hessen-Stadion, Offenbach am Main | 4.590     | 4:2 n. E. (1:1, 1:1, 1:0) | 1:0 Theodosiadis (4.), 1:1 Stroh-Engel (81.), Elfmeterschießen: 2:1 Müller, 2:2 Stroh-Engel, 3:2 Theodosiadis, 4:2 Bäcker |

### Testspiele
Diese Tabelle führt die ausgetragenen Testspiele des Vereins in der Saison 2013/14 auf. Siege sind grün, Unentschieden sind gelb und Niederlagen sind rot hinterlegt.
| Datum           | Gegner                    | Liga des Gegners           | Platz    | Ort                                     | Zuschauer | Ergebnis   | Tore |
| --------------- | ------------------------- | -------------------------- | -------- | --------------------------------------- | --------- | ---------- | --- |
| 22. Juni 2013   | 1. FC Eschborn            | Hessenliga (V.)            | Neutral  | Sportanlage Am Roten Berg, Traisa       | 445       | 2:1 (1:1)  | 1:0 Schmidt (22.), 1:1 Wade (39.), 2:1 Da Costa (72., Elfmeter) |
| 29. Juni 2013   | Stadtauswahl Groß-Umstadt | —                          | Auswärts | Sportplatz Raibach (Groß-Umstadt)       | 500       | 0:16 (0:9) | 0:1 Hesse (2.), 0:2 Pichinot (5.), 0:3 Sailer (15.), 0:4 Da Costa (17.), 0:5 Pichinot (21.), 0:6 Da Costa (30.), 0:7 Sailer (32.), 0:8 Da Costa (34.), 0:9 Behrens (36.), 0:10 Tosunoğlu (57.), 0:11 Hübner (64.), 0:12 Tosunoğlu (66.), 0:13 Tosunoğlu (67.), 0:14 Pichinot (72.), 0:15 Gorka (80.), 0:16 Tosunoğlu (81.) |
| 30. Juni 2013   | Kickers Hergershausen     | Kreisliga B Dieburg (X.)   | Auswärts | Sportanlage Hergershausen (Babenhausen) | 150       | 0:12 (0:7) | 0:1 Stroh-Engel (6.), 0:2 Stroh-Engel (24., Elfmeter), 0:3 Hesse (25.), 0:4 Tosunoğlu (28.), 0:5 Heller (29.), 0:6 Stroh-Engel (36.), 0:7 Tosunoğlu (43.), 0:8 Da Costa (56.), 0:9 Da Costa (61.), 0:10 Hübner (69.), 0:11 Maas (74.), 0:12 Da Costa (83.)                                                                 |
| 2. Juli 2013    | Rot-Weiß Darmstadt        | Hessenliga (V.)            | Auswärts | Waldsportpark, Darmstadt                | 300       | 0:2 (0:2)  | 0:1 Schmidt (12.), 0:2 Sailer (16.) |
| 6. Juli 2013    | Wormatia Worms            | Regionalliga Südwest (IV.) | Neutral  | Sportanlage Am Roten Berg, Traisa       | 300       | 0:0 (0:0)  | — |
| 10. Juli 2013   | Karlsruher SC             | 2. Bundesliga              | Heim     | Stadion am Böllenfalltor, Darmstadt     | 1.100     | 0:3 (0:1)  | 0:1 Alibaz (14.), 0:2 Nazarov (86.), 0:3 Torres (89.) |
| 13. Juli 2013   | SV Wiesbaden              | Hessenliga (V.)            | Heim     | Stadion am Böllenfalltor, Darmstadt     | 450       | 3:1 (2:0)  | 1:0 Stroh-Engel (18.), 2:0 Stegmayer (82.), 2:1 König (65.), 3:1 Hübner (89.) |
| 8. Januar 2014  | Helmond Sport             | Eerste Divisie (II.)       | Neutral  | Sportplatz Antalya                      | 200       | 3:0 (2:0)  | 1:0 Sulu (5.), 2:0 Stroh-Engel (8.), 3:0 Ivana (59.) |
| 11. Januar 2014 | FK Partizani Tirana       | Kategoria Superiore (I.)   | Neutral  | Sportplatz Antalya                      | 150       | 2:1 (1:0)  | 1:0 Sailer (19.), 2:0 Da Costa (73.), 2:1 Bordon (87.) |
| 18. Januar 2014 | SV Sandhausen             | 2. Bundesliga              | Neutral  | Sportanlage Am Roten Berg, Traisa       | 400       | 2:1 (2:1)  | 1:0 Stroh-Engel (18.), 2:0 Stroh-Engel (28.), 2:1 Blum (33.) |

## Saisonverlauf
| Spieltag | 1  | 2  | 3  | 4  | 5 | 6  | 7  | 8  | 9  | 10 | 11 | 12 | 13 | 14 | 15 | 16 | 17 | 18 | 19 | 20 | 21 | 22 | 23 | 24 | 25 | 26 | 27 | 28 | 29 | 30 | 31 | 32 | 33 | 34 | 35 | 36 | 37 | 38 |
| -------- | -- | -- | -- | -- | - | -- | -- | -- | -- | -- | -- | -- | -- | -- | -- | -- | -- | -- | -- | -- | -- | -- | -- | -- | -- | -- | -- | -- | -- | -- | -- | -- | -- | -- | -- | -- | -- | -- |
| Spielort | H  | A  | H  | A  | H | A  | H  | A  | A  | H  | A  | H  | A  | H  | A  | H  | A  | H  | A  | H  | A  | A  | H  | A  | H  | A  | H  | H  | A  | H  | A  | H  | A  | H  | A  | H  | A  | H  |
| Resultat | U  | U  | N  | S  | S | N  | U  | U  | S  | S  | S  | S  | N  | S  | N  | N  | N  | U  | S  | S  | S  | U  | S  | U  | S  | U  | S  | S  | S  | S  | U  | S  | S  | S  | N  | S  | S  | N  |
| Platz    | 13 | 13 | 14 | 11 | 9 | 12 | 13 | 13 | 10 | 6  | 4  | 2  | 3  | 2  | 3  | 6  | 6  | 7  | 4  | 4  | 3  | 3  | 3  | 3  | 3  | 3  | 3  | 3  | 3  | 3  | 3  | 3  | 3  | 3  | 3  | 3  | 3  | 3  |

Legende: Spielort: H = Heim; A = Auswärts. Resultat: S = Sieg; U = Unentschieden; N = Niederlage

## Abschlusstabelle

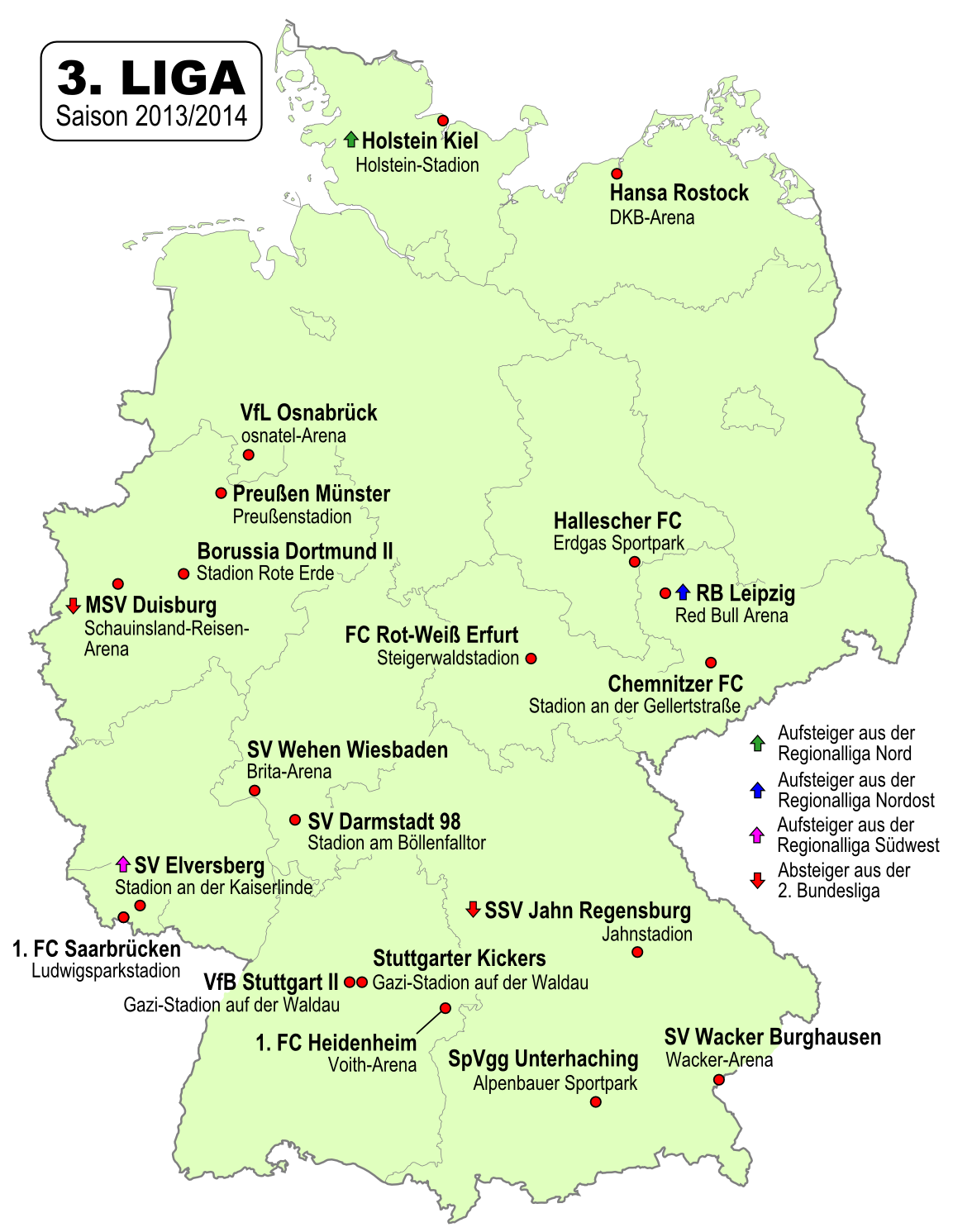
Vereine der 3. Liga, Saison 2013/14 im Überblick

| Pl. | Verein                   | Sp. | S  | U  | N  | Tore    | Diff. | Punkte | Anm.     |
| --- | ------------------------ | --- | -- | -- | -- | ------- | ----- | ------ | -------- |
| 1.  | 1. FC Heidenheim         | 38  | 23 | 10 | 5  | 059:250 | +34   | 79     | ▲ / P    |
| 2.  | RB Leipzig (N)           | 38  | 24 | 7  | 7  | 065:340 | +31   | 79     | ▲ / P    |
| 3.  | SV Darmstadt 98          | 38  | 21 | 9  | 8  | 058:290 | +29   | 72     | ( ▲) / P |
| 4.  | SV Wehen Wiesbaden       | 38  | 15 | 11 | 12 | 043:440 | −1    | 56     | P        |
| 5.  | VfL Osnabrück (R)        | 38  | 15 | 10 | 13 | 050:390 | +11   | 55     |          |
| 6.  | Preußen Münster          | 38  | 13 | 14 | 11 | 055:500 | +5    | 53     |          |
| 7.  | MSV Duisburg (A)         | 38  | 13 | 13 | 12 | 043:430 | ±0    | 52     |          |
| 8.  | Stuttgarter Kickers      | 38  | 13 | 12 | 13 | 045:460 | −1    | 51     |          |
| 9.  | Hallescher FC            | 38  | 14 | 9  | 15 | 050:550 | −5    | 51     |          |
| 10. | FC Rot-Weiß Erfurt       | 38  | 14 | 8  | 16 | 053:490 | +4    | 50     |          |
| 11. | SSV Jahn Regensburg (A)  | 38  | 12 | 13 | 13 | 051:510 | ±0    | 49     |          |
| 12. | Chemnitzer FC            | 38  | 12 | 13 | 13 | 043:460 | −3    | 49     |          |
| 13. | Hansa Rostock            | 38  | 13 | 10 | 15 | 045:550 | −10   | 49     |          |
| 14. | Borussia Dortmund II U23 | 38  | 12 | 10 | 16 | 047:550 | −8    | 46     |          |
| 15. | VfB Stuttgart II U23     | 38  | 12 | 10 | 16 | 045:540 | −9    | 46     |          |
| 16. | Holstein Kiel (N)        | 38  | 10 | 15 | 13 | 042:380 | +4    | 45     |          |
| 17. | SpVgg Unterhaching       | 38  | 11 | 10 | 17 | 050:650 | −15   | 43     |          |
| 18. | SV Elversberg (N)        | 38  | 10 | 10 | 18 | 032:540 | −22   | 40     | ▼        |
| 19. | Wacker Burghausen        | 38  | 9  | 10 | 19 | 039:580 | −19   | 37     | ▼        |
| 20. | 1. FC Saarbrücken        | 38  | 8  | 8  | 22 | 038:630 | −25   | 32     | ▼        |

| Zum Saisonende 2012/13: |                                                                             |
| (A)                     | Absteiger aus der 2. Bundesliga                                             |
| (R)                     | Verlierer der Relegation zur 2. Bundesliga 2012/13                          |
| (N)                     | Neuzugang, Aufsteiger aus der Regionalliga                                  |
| Zum Saisonende 2013/14: |                                                                             |
| ▲                       | Aufstieg in die 2. Bundesliga 2014/15                                       |
| ( ▲)                    | Teilnahme an den Relegationsspielen gegen den 16. der 2. Bundesliga 2013/14 |
| P                       | Teilnahme am DFB-Pokal 2014/15                                              |
| ▼                       | Abstieg in die Regionalligen 2014/15                                        |

## Zuschauerzahlen
Folgende Tabelle bietet einen Vergleich der Zuschauerzahlen der Heim- und Auswärtsspiele des SV Darmstadt 98 im Ligabetrieb dieser Saison. Die Vereine sind nach Austragungsreihenfolge der Heimspiele nach Spieltag sortiert.
| Gegner in Heimspielreihenfolge | Heimspiel | Auswärtsspiel | Austragungsort beim Auswärtsspiel               |
| ------------------------------ | --------- | ------------- | ----------------------------------------------- |
| 1. SV Elversberg               | 05.200    | 01.438        | Waldstadion Kaiserlinde, Spiesen-Elversberg     |
| 2. VfL Osnabrück               | 05.500    | 07.287        | Osnatel-Arena, Osnabrück                        |
| 3. 1. FC Heidenheim            | 05.100    | 09.100        | Voith-Arena, Heidenheim an der Brenz            |
| 4. Chemnitzer FC               | 04.800    | 04.215        | Stadion an der Gellertstraße, Chemnitz          |
| 5. Hansa Rostock               | 07.400    | 09.800        | DKB-Arena, Rostock                              |
| 6. Stuttgarter Kickers         | 05.400    | 04.300        | Gazi-Stadion auf der Waldau, Stuttgart          |
| 7. Preußen Münster             | 06.100    | 08.879        | Preußenstadion, Münster                         |
| 8. RB Leipzig                  | 07.200    | 39.147        | Red Bull Arena, Leipzig                         |
| 9. SV Wehen Wiesbaden          | 04.800    | 08.562        | Brita-Arena, Wiesbaden                          |
| 10. VfB Stuttgart II           | 04.200    | 00910         | Gazi-Stadion auf der Waldau, Stuttgart          |
| 11. SpVgg Unterhaching         | 05.300    | 03.400        | Alpenbauer Sportpark, Unterhaching              |
| 12. SSV Jahn Regensburg        | 05.600    | 03.250        | Jahnstadion, Regensburg                         |
| 13. Borussia Dortmund II       | 07.100    | 01.812        | Stadion Rote Erde, Dortmund                     |
| 14. MSV Duisburg               | 10.200    | 12.744        | Schauinsland-Reisen-Arena, Duisburg             |
| 15. 1. FC Saarbrücken          | 07.500    | 04.204        | Ludwigsparkstadion, Saarbrücken                 |
| 16. Hallescher FC              | 08.300    | 07.012        | Erdgas Sportpark, Halle (Saale)                 |
| 17. Wacker Burghausen          | 10.200    | 02.030        | Wacker-Arena, Burghausen                        |
| 18. FC Rot-Weiß Erfurt         | 12.100    | 06.347        | Steigerwaldstadion, Erfurt                      |
| 19. Holstein Kiel              | 12.500    | 03.746        | Holstein-Stadion, Kiel                          |
| Relegation: Arminia Bielefeld  | 16.300    | 26.200        | SchücoArena, Bielefeld                          |
| Im Schnitt:                    | 7.540     | 8.219         | Heimspiele: Stadion am Böllenfalltor, Darmstadt |